# Петровайка
Петровайка (словац. Petrovajka) — річка; ліва притока Лаборця, протікає в окрузі  Михайлівці.
Довжина приблизно 5,4-5,8 км. Витік знаходиться в масиві Вигорлат (геоморфологічна підодиниця Гуменські гори) — на висоті приблизно 225 метрів.
Протікає територією сіл Старе; Націна Весь і Збудза. Впадає в Лаборець на висоті 123 метри.